# Pottjärnarna (östra)
Pottjärnarna är en sjö i Filipstads kommun i Värmland och ingår i Göta älvs huvudavrinningsområde.